# It (펄프의 음반)
| 전문가 평가                   | 전문가 평가 |
| 평가 점수                     | 평가 점수   |
| 출처                          | 점수        |
| ----------------------------- | ----------- |
| AllMusic                      | [ 2 ]       |
| Clash                         | 7/10        |
| Drowned in Sound              | 6/10        |
| Encyclopedia of Popular Music | [ 4 ]       |
| The Great Rock Discography    | 4/10        |
| MusicHound                    | 2.5/5       |
| Pitchfork                     | 6.1/10      |
| The Rolling Stone Album Guide | [ 8 ]       |
| Sounds                        | [ 9 ]       |
| Spin                          | 3/10        |

《It》은 1983년 4월 18일, 레드 라이노 레코드에 의해 발매된 영국의 록 밴드 펄프의 데뷔 스튜디오 음반이다.

## 발매
《It》은 원래 1983년 4월에 2,000장의 한정판 바이닐 미니 LP로 발매되었다. 이 음반의 홀수 제목은 사실 의도적인 말장난으로, 밴드 이름에 "Pulpit"이라는 철자를 덧붙인 것처럼 말이다.
1994년 2월 체리 레드 레코드가 세 개의 보너스 트랙(〈Looking for Life〉, 〈Everybody's Problem〉, 〈There Was...〉)을 CD로 재발매한 것이 처음이다. 그러나 체리 레드가 이 자료를 소유하지 않았기 때문에 이 발매는 곧 삭제되었다. 그 해 말 파이어 레코드는 1994년 11월에 자체적으로 재발매를 했지만, 보너스 트랙으로 〈Everybody's Problem〉과 〈There Was...〉는 없었다. 이 음반은 이후의 모든 발매들에 대해 이러한 형태로 존재했다.
이 음반은 펄프의 1987년 《Freaks》와 1992년 《Separations》과 함께 2012년 파이어 레코드에 의해 재발행 및 리마스터링되었다. 이 재발매는 음반이 마침내 2012년 2월 13일에 나온 반면, 첫 번째 명시된 발매 날짜가 2011년 8월 8일이었기 때문에 여러 번 지연되었다. 그 사이 발표에 따르면 음반은 트랙 목록에 추가될 새로운 보너스 트랙과 음악 저널리스트 에버렛 트루의 새로운 커버 아트 및 라이너 노트로 리마스터링될 것이라고 한다.

## 곡 목록
모든 곡들은 특별한 언급이 없는 한 자비스 코커에 의해 작사/작곡하였다.
| #  | 제목                 | 작사·작곡           | 재생 시간 |
| -- | -------------------- | ------------------- | --------- |
| 1. | 〈My Lighthouse〉    | 코커, 사이먼 힌클러 | 3:30      |
| 2. | 〈Wishful Thinking〉 |                     | 4:17      |
| 3. | 〈Joking Aside〉     |                     | 4:20      |
| 4. | 〈Boats and Trains〉 |                     | 1:34      |

| #  | 제목             | 재생 시간 |
| -- | ---------------- | --------- |
| 5. | 〈Blue Girls〉   | 5:56      |
| 6. | 〈Love Love〉    | 3:09      |
| 7. | 〈In Many Ways〉 | 2:46      |